# Ida Somazzi
Ida Somazzi (née le 17 décembre 1882 à Berne, et morte le 31 juillet 1963 à Berne), de famille catholique-chrétienne, de Porza installée en 1947, de Berne.

## Jeunesse et formation
Fille de Domenico Somazzi, fonctionnaire fédéral, et de Catharina née Gamma, elle reste célibataire. Ida Somazzi suit une formation de maîtresse d'école secondaire, puis étudie l'histoire à Berne, où elle obtient un doctorat en 1919. Elle est directrice d'une école primaire en Argentine pendant deux ans, puis maîtresse à l'école secondaire de Bolligen (1907-1925) et à l'école normale d'institutrices de Berne (1925-1949).

## Engagement militant
Ida Somazzi se bat pour une formation des jeunes filles plus équitable et de meilleure qualité et pour une rémunération plus juste des institutrices. Dès 1919, elle milite pour un salaire égal à travail égal. À côté du mouvement des femmes, elle s'engage aussi en faveur de la coopération internationale.

## Travail politique
À partir de 1921, Ida Somazzi siège à la commission exécutive et au comité directeur de l'Association suisse pour la Société des Nations, puis de celle pour les Nations unies (ONU) qui lui succède. Jusqu'en 1947, elle dirige la commission de l'éducation et, en 1949, elle entre à la nouvelle commission nationale suisse pour l'Unesco, dont elle préside la section I, chargée de l'éducation et de la reconstruction. En 1948, elle devient présidente de la commission d'étude pour les questions féminines de l'ONU et de l'Unesco. Ida Somazzi fut active à la commission pour les questions internationales de l'Alliance de sociétés féminines suisses, à l'Aide suisse à l'Europe et au conseil de fondation du Village Pestalozzi. Habile dans les débats, elle revendique le suffrage féminin comme étant un droit humain dans une démocratie libérale. Elle préside dès 1948 la communauté de travail La femme et la démocratie, dont elle était cofondatrice en 1933 lors de son combat contre le fascisme et le nazisme ; en 1964, cette organisation crée la Fondation Ida Somazzi, qui décerne un prix annuel (prix Ida Somazzi). Elle prononce un grand nombre de conférences en Suisse et à l'étranger et réalise un travail journalistique important pour la liberté, la paix et la responsabilité.